# Афселиус, Ивар
Йохан Фредрик Ивар Афселиус (швед. Ivar Afzelius; 15 октября 1848, Уппсала — 30 октября 1921, Стокгольм) — шведский политический и общественный деятель, юрист, судья, член Риксдага Швеции, спикер Первой палаты риксдага (1912—1915), педагог. Доктор юридических наук (1877). Член Шведской академии (1907—1921), Шведской королевской академия наук (с 1907). Один из выдающихся юристов Швеции своего времени.

## Биография
Родился в семье политика Фредрика Георга Афселиуса.
Изучал право в Уппсальском университете, университетах Лейпцига и Гёттингена.
С 1879 года читал лекции по процессуальному праву в Уппсальском университете. С 1891 по 1902 год был судьёй Верховного суда Швеции. В 1910—1918 годах — президент Апелляционного суда Свеаланда.
В 1898—1903 и 1905—1915 годах — член риксдага Швеции, в 1913—1915 годах — спикер Первой палаты риксдага. С 1905 года — член Постоянной палаты третейского суда в Гааге.
Известен, как предтеча панскандинавского законодательства, особенно морского права.

## Семья
В браке с Анной Рихерт родились:
- Эллен Тиселиус (884—1970), общественный и культурный деятель
- Мерта Афселиус (1886—1984), дизайнер интерьера и художница по текстилю
- сыновья Аксель[швед.] и Свен[швед.].

## Награды
- Орден Полярной звезды (1900)
- Орден Данеброг (1909)
- Орден Святого Олафа (1909)
- Орден Серафимов (1910)